# シンガーラ経
『シンガーラ経』（巴: Siṅgāla-sutta, シンガーラ・スッタ）とは、パーリ仏典経蔵長部の第31経。『教授尸伽羅越経』（きょうじゅしからえつきょう、巴: Sigalovada-sutta, シガローヴァダ・スッタ）、『善生経』（ぜんしょうきょう）とも。
類似の伝統漢訳経典としては、『長阿含経』（大正蔵1）の第16経「善生経」、『尸迦羅越六方礼経』（大正蔵16）、『善生子経』（大正蔵17）、『中阿含経』（大正蔵26）の第135経「善生経」がある。
経名の「シンガーラ」（Siṅgāla）、「シガローヴァダ」（Sigalovada）、「善生」（ぜんしょう）等は、いずれも経中に登場する同一人物。

## 構成

### 登場人物
- 釈迦
- シンガーラ（シガローヴァダ、善生） --- 長者の息子

### 場面設定
ある時釈迦は、マガダ国ラージャガハ（王舎城）のカランダカニヴァーパ（竹林精舎）に滞在していた。
そこには、長者の息子シンガーラが住んでおり、父親の教え通り、東西南北上下の六方角に毎朝礼拝していた。
釈迦はそんな彼に、四戒（五戒）、四毒（三毒）、六門、四敵・四友、仏弟子としての六方角礼拝、様々な関係性における五法などを説いた。
シンガーラは法悦し、三宝への帰依を誓った。

## 日本語訳
- 『南伝大蔵経・経蔵・長部経典3』（第8巻） 大蔵出版
- 『パーリ仏典 長部（ディーガニカーヤ） パーティカ篇I』 片山一良訳 大蔵出版
- 『原始仏典 長部経典3』 中村元監修 春秋社